# Coupe Euromath-Casio 2016
 (février 2025).
La coupe Euromath-Casio 2016 est la 17e édition de la coupe Euromath-Casio. Elle est organisée par le Comité international des jeux mathématiques (CIJM) et s'est déroulée à Paris, à la place Saint-Sulpice dans le VIe arrondissement. Elle s'est tenue les 27 et 28 mai 2016, pendant le salon de la culture et des jeux mathématiques.

Cette année, 8 pays européens et nord-africains y ont participé.

## Présentation de la compétition
La coupe Euromath-Casio est une compétition collective qui oppose des équipes venues de diverses régions d'Europe et d'Afrique du Nord. Sept personnes constituent chaque équipe, six concurrents et un capitaine, chacun avec un numéro.
- Le joueur 1 doit avoir au plus 10 ans
- Le joueur 2 doit avoir au plus 12 ans
- Le joueur 3 doit avoir au plus 14 ans
- Le joueur 4 doit avoir au plus 17 ans
- Le joueur 5 doit avoir au plus 21 ans
- Le joueur 6 doit avoir au moins 18 ans
- Le joueur 0 doit avoir au moins 18 ans. C'est le capitaine de l'équipe.

## Participants[1]
Les équipes engagées pour la coupe Euromath 2016 sont les suivantes (dans l'ordre alphabétique):
 Algérie (capitaine: Mohamed Djillali Sadji)
1. Liza Hamel
2. Amina Hamzaoui
3. Nabil Mehaddene
4. Liza Mehaddene
5. Yassine Kessal
6. Hocine Bouzina

 Belgique (capitaine: Eric Laermans)
1. Samuel Poivre
2. Lola Doumont
3. Lucas Prieels
4. Tom Reggers
5. Cécile Hautdecoeur
6. Chia-che Chang

 France - Île-de-France (capitaine: Shao-Wang Jing)
1. Valentin Miakinen
2. Clara Notebaert
3. Timothée Vargenau
4. Lucie Wang
5. Félix Breton
6. Matthieu Piquerez

 France - Pays de la Loire (capitaine: Chantal Garçonnet)
1. Elsa Deneu
2. Maxence Bergère
3. Chloé Garçonnet
4. Valentin Betton
5. Olivier Garçonnet
6. Théophane Garçonnet

 Tunisie - Manouba (capitaine: Mohamed Driss Triki)
1. May Ben Ali
2. Safouene Ben Zeineb
3. Salma Ben Zeineb
4. Orjowen Hamdouni
5. Abderrahim Mama
6. Foued Gharbi

 Tunisie - Sfax (capitaine: Mohamed Hassairi)
1. Youssef Kaffel
2. Mariem Bouaziz
3. Firas Jaber
4. Mohamed Ali Jardak
5. Mariem Al Aoud
6. Habib Hassairi

 Tunisie - Sousse (capitaine: Jnina Habib)
1. Youssef Handous
2. Emna Mani
3. Youssef Ben Abedljelil
4. Yoldes Lamiri
5. Mohamed Amine Ben Ahmed
6. Sofiene Kacem

 Ukraine

## Qualifications[1]

### Format

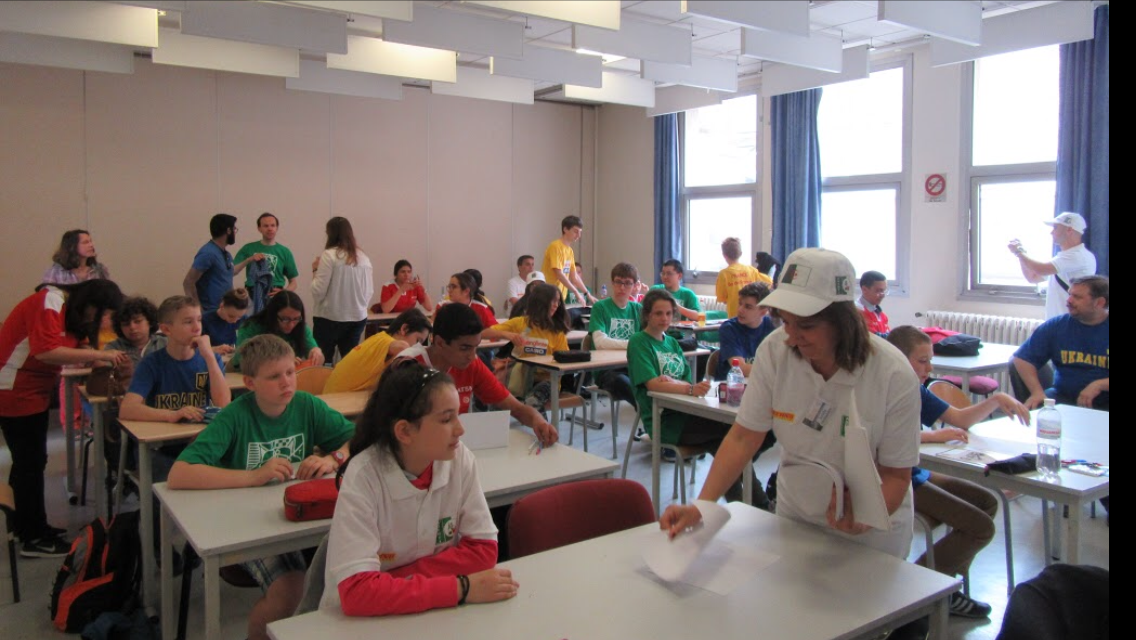
Les participants s'installent avant l'épreuve individuelle des qualifications

La compétition commence par des qualifications. Elles se sont tenues le 27 mai 2016. Elles se déroulent en trois parties: une partie individuelle où le score total d'une équipe est le nombre de problèmes mathématiques résolus par l'ensemble de ses participants en un temps limité, une partie collective où chaque équipe reçoivent des énigmes mathématiques, que les joueurs doivent résoudre collectivement, et une partie tournoi. Lors de cette dernière, le CIJM conçoit un jeu pour l'occasion. Les numéros 1 et 2, 3 et 4, et 5 et 6 rencontrent la même paire de joueurs de chacune de chacune des autres équipes. L'objectif est de gagner le plus de parties possible.
À l'issue de ces qualifications, les deux équipes ayant obtenu le meilleur score total se voient qualifiées pour la finale du lendemain.

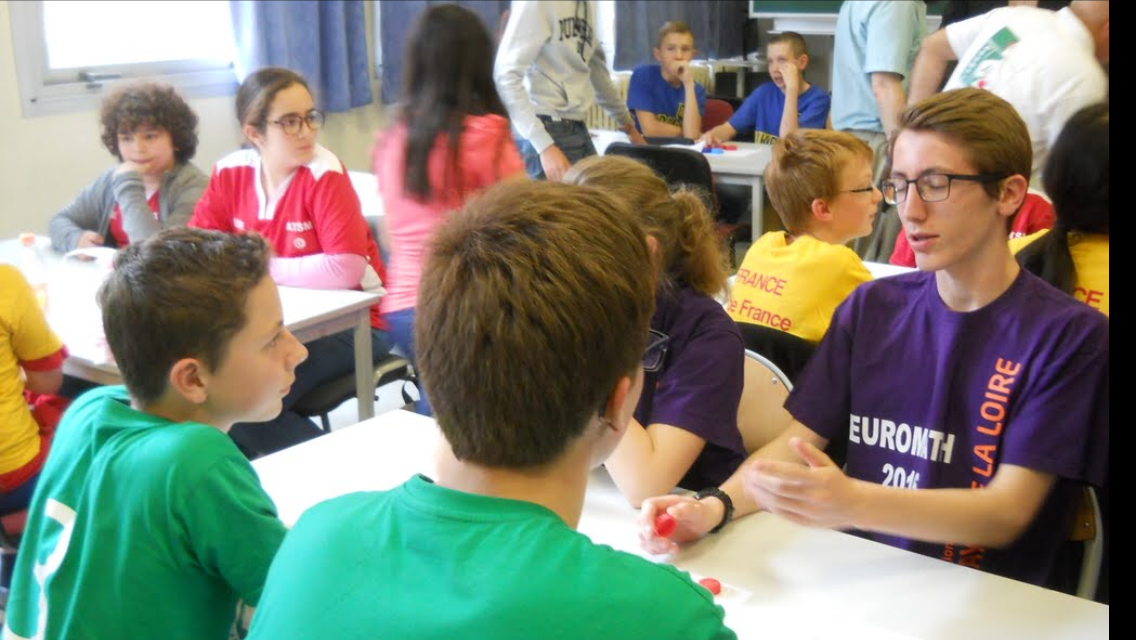
Une partie du tournoi entre le numéros 3 et 4 du Pays de Loire (en mauve) et de la Belgique (en vert)

### Résultats

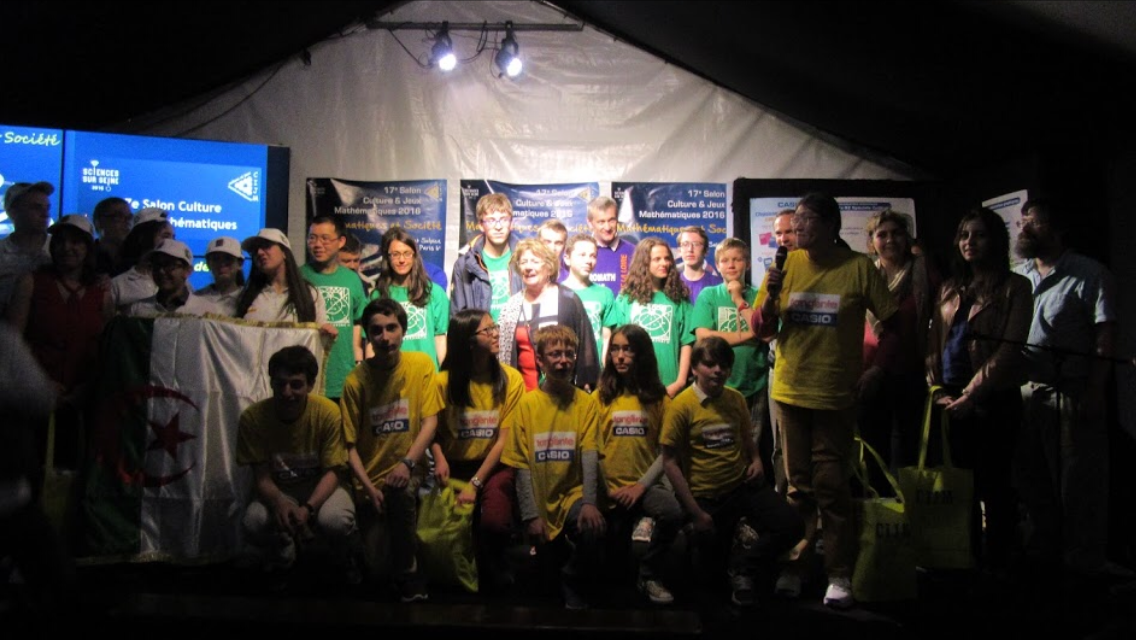
Proclamation des résultats après la finale avec la Belgique (arrière-plan, en vert), l'Algérie (à gauche, en blanc) et l'Île-de-France (avant-plan, en jaune)

|   | équipe                    | épreuve individuelle | épreuve collective | tournoi | total |
| - | ------------------------- | -------------------- | ------------------ | ------- | ----- |
| 1 | France - Île-de-France    | 475                  | 266                | 150     | 891   |
| 2 | Algérie                   | 390                  | 336                | 150     | 876   |
| 3 | Belgique                  | 375                  | 301                | 190     | 866   |
| 4 | France - Pays de la Loire | 240                  | 196                | 240     | 676   |
| 5 | Ukraine                   | 190                  | 245                | 220     | 655   |
| 6 | Tunisie - Sfax            | 200                  | 210                | 120     | 530   |
| 7 | Tunisie - Manouba         | 135                  | 35                 | 150     | 320   |
| 8 | Tunisie - Sousse          | 70                   | 56                 | 100     | 226   |

Ces résultats ont été contestés car l'Algérie a aligné un joueur beaucoup trop âgé comme joueur 3. Elle aurait donc dû avoir, comme le prévoit le règlement, 0,03% de points en moins par jour d'écart. Le joueur ayant des dizaines d'années d'écart, cela aurait définitivement éliminé l'Algérie. Mais le joueur 3 n'ayant apporté que 10 points à son équipe, il a été décidé de ne pas sanctionner l'Algérie, ce qui aurait qualifié la Belgique pour la finale.

## Finale[1]

### Format
La finale-spectacle s'est déroulée le 28 mai sur scène. Les deux équipes qualifiées y résolvent des énigmes soit individuellement, soit collectivement. Six épreuves ont été proposées, dont une épreuve fil rouge. Le gagnant de chacune des épreuves se voit offrir 4 points, et le perdant 2.

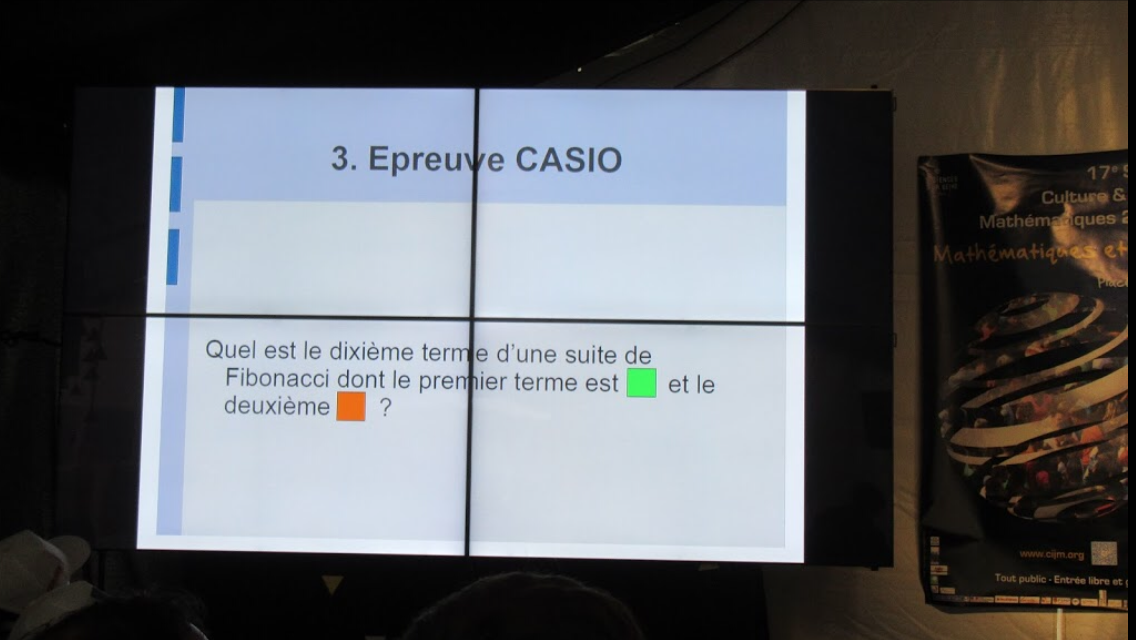
Une question de l'épreuve 3 lors de la finale

### Résultats
| rang | équipe                 | nombre d'épreuves gagnées | points |
| ---- | ---------------------- | ------------------------- | ------ |
| 1    | France - Île-de-France | 6                         | 24     |
| 2    | Algérie                | 0                         | 12     |

## Tableau final
|   | équipe                    | épreuve individuelle | épreuve collective | tournoi | total | points finale |
| - | ------------------------- | -------------------- | ------------------ | ------- | ----- | ------------- |
| 1 | France - Île-de-France    | 475                  | 266                | 150     | 891   | 24            |
| 2 | Algérie                   | 390                  | 336                | 150     | 876   | 12            |
| 3 | Belgique                  | 375                  | 301                | 190     | 866   | /             |
| 4 | France - Pays de la Loire | 240                  | 196                | 240     | 676   | /             |
| 5 | Ukraine                   | 190                  | 245                | 220     | 655   | /             |
| 6 | Tunisie - Sfax            | 200                  | 210                | 120     | 530   | /             |
| 7 | Tunisie - Manouba         | 135                  | 35                 | 150     | 320   | /             |
| 8 | Tunisie - Sousse          | 70                   | 56                 | 100     | 226   | /             |